# 自然放電
自然放電（しぜんほうでん）とは、化学電池において、蓄えられている電気の量が、時間の経過と共に徐々に減少する現象を言う。自己放電（じこほうでん）とも言う。殊に、二次電池では、この現象が大きく現れる傾向がある。

## 概要
電池に蓄えられている電気の量が、電池を使用していないにもかかわらず、時間の経過と共に徐々に減る。減り方は、電池の種類や、環境によって左右される。一般に温度が高いほど減り方が早い。

### 一次電池
乾電池は、製造時に保持している電気が、時間の経過と共に徐々に減り、取り出せる電気が減る。1年で数パーセントの減少と言われる。長期間保存した乾電池では未使用であっても起電力を失い、使えないという事も珍しくない。このため乾電池には消費期限が定められていることも少なくない。
リチウム電池は、一次電池の中では自然放電が少ないという特徴を持つ。このため、時計用ICの駆動などに用いられる。また「長期間放置しても劣化しにくい」という特徴から、防災用ライトなどにも利用される（→懐中電灯）。

### 二次電池
ニッケル・カドミウム蓄電池（ニカド電池）やニッケル・水素蓄電池などの二次電池では、容量一杯に充電しても、時間の経過と共に徐々に電気の量が減り、取り出せる電気は少なくなる。例えば、1か月で、電気の量が数十パーセント失われる事も珍しくない。そのため、充電しておいて、非常時に備えてしまっておく、という使い方には向かない。尚、非常時に備えた使い方として、平時はトリクル充電を行って満充電状態を保ち、非常時に電源を二次電池に切り替えて用を足す方法もとられるが、機器側の回路が複雑になる。
また、自然放電が大きいことから、流通している間に電気が大幅に失われる。そのため、一般には充電せずに出荷し、消費者が購入してから手許で充電を行って、実際の機器で使用する。
二次電池を内蔵するビデオカメラやデジタルカメラ等の機器では、しばらく使わないで置くと自然放電が進み、撮影時間が短縮される。使用前に充電時間を確保し、満充電になったのを確かめてから使用に供するなど取り扱い上の注意が必要である。
ニッケル・水素蓄電池の自然放電の原因は『正極の自己分解』と『窒素化合物によるシャトル効果』『セパレータへの導電性化合物析出』だとされる。従来はセパレータの厚みを増やす事により自己放電を減らしていたが、セパレータの素材を従来のエチレンビニルアルコール系の親水性ポリオレフィンよりもさらに改良されたスルホン化ポリオレフィンを採用することにより自然放電を減らした。さらに負極の水素吸蔵合金に含まれるコバルトやマンガンが原因であることを突き止め、コバルトやマンガンを使わない『超格子合金』を採用することで、大幅に自然放電を抑える事が可能になった。2004年頃より自然放電があまり起こらないように改良したニッケル・水素蓄電池が開発・発売されている。例えばeneloopは、自然放電が少ない特徴を活かし、充電した状態で販売される。低自己放電型ニッケル水素電池は、セパレータの体積が大きいため、従来の同等品よりも容量が低下して、最高容量の低自己放電型単三型充電池は2500 mAhなので同等品の2700 mAhと比較して容量が下がる。
鉛蓄電池では、放電しすぎるとサルフェーション（硫酸鉛結晶の形成）の発生により電極が劣化する問題（鉛蓄電池の劣化現象の項を参照）がある。そのため、自然放電の大きな鉛-アンチモン合金製格子が使われいてたかつては電解液を抜き取った状態で流通させ、使用開始直前に電解液を注入する方法が採られていたが、自然放電が少ない鉛-カルシウム合金製格子が使われるようになってからは、電解液を入れて充電した状態で流通するものが多くなった。